# Emily Hoyos
Emily Hoyos (ur. 6 stycznia 1977 w Etterbeek) – belgijska polityk i samorządowiec, w latach 2009–2012 przewodnicząca Parlamentu Walońskiego, w latach 2012–2015 współprzewodnicząca Ecolo.

## Życiorys
Studiowała fililogię romańską na Université Saint-Louis – Bruxelles i Université libre de Bruxelles, w 1999 uzyskując magisterium. Podczas nauki kierowała organizacją studentów Frankofonii FEF. Związała się z ugrupowaniem Ecolo. Od 1999 do 2004 była współpracowniczką ministra Francuskiej Wspólnoty Belgii Jean-Marca Nolleta, następnie pracowała w organizacji rodzin frankofońskich oraz jako doradca w strukturach Ecolo. W latach 2008–2009 i 2012–2015 zasiadała w radzie miejskiej Profondeville, od 2007 do 2009 należała do władz miejskich, odpowiadając za pomoc społeczną. W latach 2009–2012 zasiadała w Parlamencie Walońskim, od lipca 2009 do marca 2012 pełniła funkcję jego przewodniczącej (zastąpił ją Patrick Dupriez). W marcu 2012 została współprzewodniczącą partii razem z Olivierem Deleuze. Zakończyła pełnienie tej funkcji w marcu 2015, odchodząc na polityczną emeryturę. Następnie pracowała jako konsultantka oraz w radzie dyrektorów Uniwersytetu w Namur.